# Keude Ie Leubeue
Keude Ie Leubeue is een bestuurslaag in het regentschap Pidie van de provincie Atjeh, Indonesië. Keude Ie Leubeue telt 201 inwoners (volkstelling 2010).